# Taco van der Hoorn
Taco van der Hoorn (Rotterdam, 4 dicembre 1993) è un ciclista su strada olandese che corre per il team Intermarché-Wanty. Professionista dal 2015, nel 2021 ha vinto una tappa al Giro d'Italia.

## Palmarès
- 2016 (Join's-De Rijke, una vittoria)

1ª tappa An Post Rás (Castello di Dublino > Multyfarnham)
- 2017 (Roompot, una vittoria)

Schaal Sels
- 2018 (Roompot, tre vittorie)

3ª tappa BinckBank Tour (Aalter > Anversa)
Nationale Sluitingsprijs
Primus Classic
- 2021 (Intermarché-Wanty-Gobert Matériaux, tre vittorie)

3ª tappa Giro d'Italia (Biella > Canale)
3ª tappa Benelux Tour (Essen > Hoogerheide)
Omloop van het Houtland
- 2022 (Intermarché-Wanty-Gobert Matériaux, una vittoria)

Brussels Cycling Classic
- 2024 (Intermarché-Wanty, una vittoria)

Betcity Elfstedenrace

### Altri successi
- 2019 (Team Jumbo-Visma)

Trofee Maarten Wynants Houthalen-Helchteren
- 2021 (Intermarché-Wanty-Gobert Matériaux)

Classifica combattività Tour de Pologne

## Piazzamenti

### Grandi Giri
- Giro d'Italia

2021: 107º
2025: 155º
- Tour de France

2022: 124º

### Classiche monumento
- Milano-Sanremo

2019: 87º
2021: 111º
2025: 139º
- Giro delle Fiandre

2017: ritirato
2019: 59º
2020: ritirato
2021: 100º
2022: 72º
2023: ritirato
- Parigi-Roubaix

2017: fuori tempo massimo
2019: ritirato
2021: 40º
2022: 16º
2025: 20º

### Competizioni mondiali
- Campionati del mondo

Wollongong 2022 - In linea Elite : ritirato

### Competizioni europee
- Campionati europei

Goes 2012 - In linea Under-23: 97°